# Vũ Thị Nguyệt Ánh
Vũ Thị Nguyệt Ánh (sinh năm 1984 tại Hải Phòng) là nữ vận động viên karatedo hàng đầu Việt Nam trong nhiều năm qua. Bên cạnh sự nghiệp thi đấu thể thao, chị còn mang quân hàm Đại úy của lực lượng Quân đội nhân dân Việt Nam.
Trong hơn 10 năm gắn bó với karatedo, chinh chiến ở hầu hết các đấu trường, Nguyệt Ánh đã giành được nhiều thành tích đáng nhớ cho thể thao Việt Nam tại các đấu trường quốc tế. Tính cho đến hết SEA Games lần thứ 26 ở Indonesia cuối năm 2011, Nguyệt Ánh đã giành được tổng số 5 Huy chương vàng qua các kỳ SEA Games chị đã tham dự. Thế nhưng người hâm mộ nước nhà vẫn ấn tượng nhất khoảnh khắc Nguyệt Ánh giành HCV trong trận chung kết kumite hạng 48 kg dành cho các nữ VĐV tại Đại hội thể thao châu Á lần thứ 15 (Asian Games) diễn ra ở Doha (Qatar) năm 2006. Bốn năm sau đó, trên đất Quảng Châu (Trung Quốc), dù để thua võ sĩ nước chủ nhà trong trận chung kết và không bảo vệ được ngôi vô địch nhưng tấm HCB của Nguyệt Ánh cũng là một sự cố gắng đầy ấn tượng nếu biết rằng chị luôn phải vật lộn với những chấn thương dai dẳng trong nhiều năm mà không có được sự hỗ trợ kinh phí cho việc phẫu thuật lên đến hàng trăm triệu đồng. Càng đáng quý hơn ở Nguyệt Ánh là tính hy sinh cho thể thao nước nhà, khi hiện gia đình chị đang định cư tại Mỹ thường xuyên giục con gái sớm sang đoàn tụ.